# Ирландия (остров)
Ирла́ндия (ирл. Éire МФА: [ˈeːɾʲə]о файле, англ. Ireland, ольст.-шотл. Airlann [ˈɑːrlən], лат. Hibernia) — третий по величине остров в Европе (после Великобритании и Исландии) и двадцатый по величине остров в мире; западный из двух крупнейших Британских островов. Разделён государственной границей между Республикой Ирландией и Соединённым королевством (Северной Ирландией).
Культура Ирландии оказала значительное влияние на другие культуры, особенно в области литературы. Наряду с основной западной культурой, на острове до сих пор сильна культура его коренных кельтских народов, выраженная в гэльских играх, ирландской музыке и ирландском языке. Культура острова имеет много общих черт с британской культурой, включая английский язык и такие виды спорта, как футбол, регби, скачки и гольф.

## География

### Месторасположение и размеры
Остров расположен между 6° 20'—10° 20' з. д. и 51° 25'—55° 23' с. ш. (крайняя северная точка — мыс Малин-Хед на полуострове Инишоуэн). С востока омывается Ирландским морем, а также проливами Св. Георгия и Северным, с запада, севера и юга — Атлантическим океаном.
Протяжённость с запада на восток — около 300 км, с севера на юг — около 450 км. Площадь острова — 84 421 км² (20-е место в мире).

### Рельеф
Берега Ирландии (особенно на севере, юге и западе) скалистые, сильно расчленённые заливами, крупнейшие из которых — Голуэй, Шаннон, Дингл и Донегол на западе, Лох-Фойл на севере. Близ берегов Ирландии находится множество скалистых островов.
Поверхность — в основном равнинная; внутренние области занимает обширная Центральная низменность, на западе и востоке выходящая к берегам острова. На окраинах острова расположены невысокие горы (высшая точка — гора Карантуил, 1041 м) и плато (крупнейшее — Антрим на северо-востоке).

### Геология
| Тектоническая карта острова                                | Тектоническая карта острова              |
| ---------------------------------------------------------- | ---------------------------------------- |
|                                                            | 1 — тектонический шов (глубинный разлом) |
| Области палеозойской складчатости                          |                                          |
| С0 — каледониды — выступы докембрийских структур           |                                          |
| С — каледонские складчатые структуры (Pz1)                 |                                          |
| С3 — межгорные впадины (Pz2-3)                             |                                          |
| H2 — верхний ярус герцинских структур (Pz2, местами до С3) |                                          |
| Области кайнозойской (альпийской) складчатости             |                                          |
| Аэ — кайнозойские эффузивы                                 |                                          |

### Гидрология
На острове много рек (важнейшая — Шаннон; другие крупные — Ли, Блэкуотер, Шур, Нор, Эрн, Банн, Бойн), озёр (Лох-Ней, Лох-Дерг, Лох-Маск, Килларни и другие) и болот (особенно в центральной части). Ирландию с запада на восток пересекает ряд каналов (Гранд-канал, Ройал-канал, Ульстенский, Логанский и др.).

### Климат
Климат острова — умеренный океанический, влажный; зима мягкая, лето прохладное. Преобладают тёплые западные ветры. Благодаря мягкому климату Ирландия весь год покрыта зеленью, за что стала известна как «Изумрудный остров».

## Природа
Животный и растительный мир Ирландии небогат, по сравнению с Европой и даже по сравнению с остальными Британскими островами, что связано с образованием острова сразу по окончании последнего Ледникового периода, примерно в 10-м тысячелетии до нашей эры.

### Флора
Растительный мир Ирландии относительно беден. Почти все леса на острове в настоящее время вырублены. В целом, флора Ирландии схожа с той, что встречается на большей части Европы, но она менее разнообразна. На острове растёт около 1300 различных видов растений, среди них — как северные, так и субтропические виды. Это связано с климатом Ирландии, создаваемым Гольфстримом. Тут можно встретить такие деревья как дуб, ясень, берёза, ольха, ива. В XVII веке большую часть страны занимали естественные леса, однако сейчас леса Ирландии составляют не более 10 % территории, преимущественно в центре и на востоке острова. Есть также искусственные насаждения — в основном хвойные леса. Около 20 % территории страны — торфяные болота. Остальная площадь страны — поля и луга.
В заповеднике Баррен произрастают виды арктическо-альпийской зоны, сохранившиеся со времён ледникового периода. В этом заповеднике можно встретить куропаточью траву, герань с пурпурными цветками, прямостоящую фиалку, курильский кустарниковый чай, и даже орхидеи.
В Национальном парке Килларни сохранились уникальные тисовые леса, а также рощи из вековых дубов. В Килларни встречается также земляничное дерево, килларнийский папоротник, капуста Святого Патрика, ирландский молочай и пингикула грандифлора.

### Фауна
Животный мир Ирландии также более бедный, чем в Великобритании и континентальной Европе. В Ирландии обитают всего 4 вида рептилий и амфибий (причём ни одной змеи), 26 видов млекопитающих и 10 видов рыб. У побережья Ирландии водятся треска, скумбрия, сельдь, камбала и сардины.
Редкие виды животных представлены в национальных парках Ирландии, особенно в заповеднике Килларни, где обитают благородный олень, лесные мыши, сосновые куницы, красные белки, барсуки и лисы. Тут также можно встретить более 140 видов птиц (всего на территории Ирландии их насчитывается 380 видов) — таких как белолобый гусь, обыкновенный сокол, чёрный дрозд, козодой, клушица и другие виды водных, лесных, горных и вересковых птиц. Из рыб можно встретить кумжу и арктического гольца и очень редкую ирландскую озёрную финту. Из насекомых обитают северная стрекоза, майские и каменные мухи.

## История
Самые ранние свидетельства присутствия человека в Ирландии датируются 10 500 г. до н. э. (12 500 лет назад). В I веке н. э. на территории острова существовала Гальская Ирландия. В V веке началась христианизация острова. После XII века происходят вторжения норманов и установление суверенитета Англии, однако английское правление не распространялось на весь остров.
После завоевания Тюдоров в XVI—XVII веках происходила колонизация острова поселенцами из Британии. В 1690-х годах была разработана система протестантского английского правления, целью которого было оказание давления на католическое большинство и протестантских диссентеров. В 1801 году Ирландия стала частью Соединённого Королевства.
Война за независимость в начале XX века привела к разделению острова, в результате которого образовалось Ирландское Свободное государство и Северная Ирландия, которая осталась частью Соединенного Королевства. С конца 1960-х до 1990-х годов Северная Ирландия пережила множество гражданских волнений, прекратившиеся после политического соглашения в 1998 году. В 1973 году Республика Ирландия присоединилась к Европейскому экономическому союзу.

## Население
Бо́льшую часть острова (пять шестых его территории) занимает государство Республика Ирландия. На северо-востоке острова расположена Северная Ирландия, входящая в Соединённое Королевство Великобритании и Северной Ирландии.
По результатам переписи 2016 года, население Ирландии в апреле 2016 года составляло 4 761 865 человек, что на 173 613 человек (3,8 %) больше, чем в апреле 2011 года, бо́льшая часть из которых живёт на восточном побережье. Важнейшие города — Дублин и Белфаст.
Население Республики Ирландия — в основном кельтского происхождения. По данным всеобщей переписи 2006 года оно составляет 4,24 миллиона человек. Национальные меньшинства составляют 420 тысяч, то есть 10 процентов. 275,8 тысячи — иммигранты из стран Евросоюза (Польша, Латвия, Литва, Румыния); остальные — из России, Китая, Украины, Беларуси, Пакистана, Филиппин, Нигерии и т. д.
С 1840-х годов, когда население регионов, входящих сейчас в Республику Ирландию, составляло около 6,5 млн, и до 1970-х происходило постоянное сокращение численности населения — в основном из-за высокого уровня эмиграции. Ежегодный прирост населения в 1980-х составлял только 0,5 %, а к 2000 году прирост замедлился до 0,41 %.
Приблизительно 58 % населения живёт в городах.
Этнический состав населения Северной Ирландии неоднороден: здесь живёт около 500 тыс. коренных жителей острова Ирландия — ирландцев-католиков и примерно 1 млн англо-ирландцев и шотландо-ирландцев. Большинство — протестанты, которые являются британцами по культуре и традициям. Они преданы идее сохранения конституционных связей с британской короной. Остальное население Северной Ирландии является католическим и ирландским по культуре и истории. Эта часть населения выступает за союз с Ирландской Республикой.
Таким образом, в Северной Ирландии исторически сложились три группы населения, которые различаются между собой по религии и культуре и весьма настороженно относятся друг к другу.
Восточные области Северной Ирландии были заняты переселенцами из Шотландии — пресвитерианами, центральные и северные провинции заселили англичане, принадлежавшие к Англиканской церкви, в крайних западных и пограничных с Ирландией районах жили остатки коренного населения — ирландцы, католики по своему вероисповеданию.
По данным социологического опроса 2001 года о принадлежности к религии, 53 % жителей Северной Ирландии отнесли себя к протестантам, 44 % — к католикам, и 3 % населения — атеисты или придерживаются иной религии.
При этом представители протестантской религии гораздо старше представителей католиков. Если рассматривать возрастную группу от 65 лет, протестантов в ней будет 17 % населения, а католиков — 10 %. Что касается молодёжи, то в группе до 16 лет 27 % составляют католики и только 20 % — протестанты.

## Языки
Двумя официальными языками Республики Ирландии являются ирландский и английский. Ирландский язык — кельтский; он сложился под влиянием латинского, старонорвежского, французского и английского языков. Он был основным языком острова в течение 2 тысяч лет. Язык обрёл письменность после христианизации в V веке. С приходом к власти в Ирландии британских правителей ирландский язык пришёл в упадок и на сегодняшний день является языком меньшинства населения в стране.
В Северной Ирландии официальным языком является английский, однако языки, которые используются небольшим количеством населения, находятся под защитой «Европейской хартии о языках небольшого количества населения». К таким языкам относится шотландский диалект ольстерского языка, на котором говорят 2 % населения Северной Ирландии, а также небольшое количество населения Республики Ирландия. Начиная с 1960 года, в связи с возросшим потоком миграции из Азии и Восточной Европы, в Ирландии начало появляться население, которое говорит на других языках.
Английский впервые попал на территорию Ирландии во времена набегов норманнов. На нём говорили пришедшее на территорию страны небольшое количество крестьян и торговцев, однако английский скоро был, по большей части, вытеснен ирландским, и это произошло ещё до того, как Тюдоры завоевали Ирландию. Доля ирландоговорящего населения постоянно росла, однако в XIX веке произошёл резкий языковой сдвиг и преобладающее большинство населения страны стало говорить лишь на английском.
Шелта является языком ирландских странников.

### Ирландский язык и его возрождение
Выделяются староирландский язык (VI—X века), среднеирландский язык (X—XIII века), ранний современный ирландский язык (XIII—XVII века) и современный ирландский язык.
Ирландский язык в течение истории пережил значительный упадок. Его возрождение началось в начале XX столетия, и сейчас он изучается в большинстве школ как обязательный к изучению предмет. Тем не менее на сегодняшний день не более 10 % населения Республики Ирландия говорят на нём постоянно, если не учитывать школьных учителей. 38 % населения, которое старше 15 лет, относят себя к ирландоговоряшим. Среди городского населения Ирландии и Северной Ирландии существует достаточное количество людей, говорящих на ирландском языке, особенно много их в Дублине и Белфасте. Их дети обычно идут учиться в школы с ирландским языком обучения. Согласно недавно проведённым исследованиям, ирландский язык — как устный, так и письменный — продолжает развиваться.
Ирландоязычные области традиционно называются гэлтахтами, и на сегодняшний день количество носителей ирландского языка в них сокращается. Основные гэлтахты находятся на западе, юго-западе и северо-западе страны. К ней относится Донегол, Мейо, Голуэй, Западный Корк и Керри, а также Дангарван в Уотерфорде и Ан-Уавь в Мите.